# Emberi és polgári jogok nyilatkozata

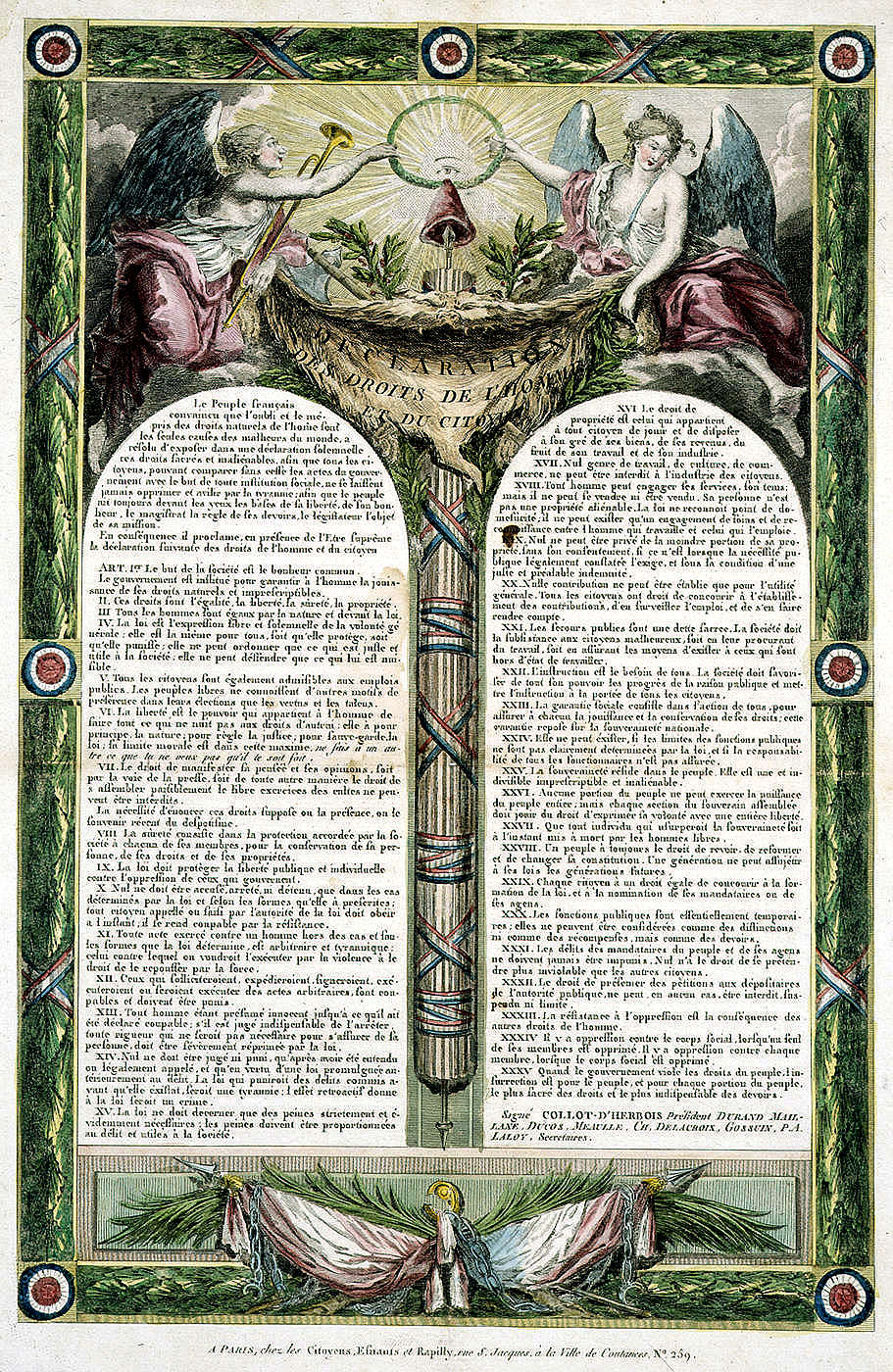
Az Emberi és polgári jogok nyilatkozata, a tízparancsolat formájában illusztrációval

Az Alkotmányozó Nemzetgyűlés

Az Emberi és polgári jogok nyilatkozata (franciául: Déclaration des droits de l'homme et du citoyen) a francia forradalom egyik alapvető dokumentuma, mely az emberek egyéni és közösségi jogait határozza meg. Az alkotmány elkészítése felé tett első lépésként 1789. augusztus 26-án fogadta el az Alkotmányozó Nemzetgyűlés (Assemblée nationale constituante). A természetes jogok doktrínájának hatására született nyilatkozatban lefektetett alapvető jogokat már leírásuk pillanatában a francia polgárokon túl, kivétel nélkül mindenkire érvényesnek tekintették és tekintik máig:
I. „Minden ember szabadnak és jogokban egyenlőnek születik és marad; a társadalmi különbségek csakis a közösség szempontjából való hasznosságon alapulnak.”
A nyilatkozat alapelvei a francia jog jelenleg is érvényben lévő alkotmányos elvei közé tartoznak, és olykor felhasználják őket a törvényhozás, vagy más kormányzati tevékenység elleni tiltakozásnál is.

## A nyilatkozat elfogadása
Amikor La Fayette márki elkészítette a nyilatkozat első változatát és az Alkotmányozó Nemzetgyűlés elfogadta azt, az ország jelentős lépést tett az abszolutizmusból az alkotmányos monarchia irányába, miután több, a nyilatkozatban lefektetett irányelv nyíltan szemben állt a forradalom előtti ancien régime intézményeivel és gyakorlatával. Az eseményt követően nem sokkal Franciaország államformája köztársaság lett.
A nyilatkozat alapelvei a felvilágosodás filozófiai és politikai alapelveiből származtak, szerepeltek benne többek között a Jean-Jacques Rousseau által megfogalmazott egyén és társadalmi szerződés fogalmai, valamint a Montesquieu által kidolgozott hatalmi ágak megosztásának elmélete. Ugyancsak előzménye volt a Thomas Jefferson által készített függetlenségi nyilatkozat (U.S. Declaration of Independence, 1776), a George Mason által készített virginiai jogok nyilatkozata (Virginia Declaration of Rights, 1776), valamint az angol Bill of Rights (1689).

## A nyilatkozat pontjai[1]
1. Minden ember szabadnak és jogokban egyenlőnek születik és marad; a társadalmi különbségek csakis a közösség szempontjából való hasznosságon alapulnak.
2. Minden politikai társulás célja az ember természetes és elévülhetetlen jogainak megőrzése. E jogok: a szabadság, a tulajdon, a biztonság s az elnyomással szemben való ellenállás.
3. Minden szuverenitás elve természeténél fogva a nemzetben lakozik; sem testület, sem egyén nem gyakorolhat hatalmat, ha (az) nem határozottan tőle ered.
4. A szabadság annyit jelent, hogy mindent szabad, ami másnak nem árt. Az egyes ember természetes jogainak gyakorlása tehát más korlátokba nem ütközhetik, mint azokba, amelyek a társadalom többi tagjai számára ugyanezen jogok élvezetét biztosítják; s e korlátokat a törvény határozhatja meg.
5. A törvénynek csak a társadalomra nézve ártalmas cselekedetek megtiltására van joga. Amit a törvény nem tilt, azt senki nem akadályozhatja meg, s amit a törvény el nem rendel, arra senkit kényszeríteni nem lehet.
6. A törvény a közakarat kifejezése; alkotásában minden polgárnak joga van személyesen vagy képviselői révén közreműködnie. A törvény egyformán törvény mindenki számára, akár védelmez, akár büntet; s mivelhogy a törvény előtt minden polgár egyenlő, tehát minden polgár egyformán alkalmazható minden közhivatalra, állásra és méltóságra, erényeik és képességeik különbözőségén kívül egyéb különbséget nem ismerve.
7. Vád alá helyezni, letartóztatni s fogva tartani bárkit is csak a törvény által meghatározott esetekben s a törvény által előírt formák között lehet. Mindenki büntetendő, aki önkényes rendelkezéseket szorgalmaz, kiad, végrehajt vagy végrehajtat; viszont minden polgárnak, akit a törvény értelmében megidéznek vagy őrizetbe vesznek, haladéktalanul engedelmeskednie kell – s ha ellenállást tanúsít, bűnösnek vallja magát vele.
8. A törvény csak szigorúan és nyilvánvalóan szükséges büntetési tételeket állapít meg, s büntetéssel sújtani senkit másként nem lehet, mint a bűncselekmény elkövetése előtt meghozott és kihirdetett, valamint szabályszerűen alkalmazott törvény értelmében.
9. Mindaddig, amíg bűnössé nem nyilvánítják, minden ember ártatlannak vélelmezendő. Ha tehát letartóztatása mégis elkerülhetetlenné válik, a törvénynek szigorúan meg kell torolnia minden olyan keményebb rendszabályt, amelyet a szökés megakadályozásának szükségessége nem indokol.
10. Senkit meggyőződése, vallási s egyéb nézetei miatt háborgatni nem szabad, feltéve, hogy e meggyőződés s e nézetek megnyilvánulása a törvényes rendet nem sérti.
11. A gondolatok és vélemények szabad közlése az embernek egyik legértékesebb joga; ennélfogva minden polgár szabadon szólhat, írhat s nyomtathat ki bármit, felelősséggel tartozván viszont e szabadsággal való visszaélésért a törvény által meghatározott esetekben.
12. Az ember és a polgár jogainak biztosítása karhatalom fenntartását teszi szükségessé; e karhatalomnak tehát az összesség hasznára kell szolgálnia, nem pedig azoknak külön céljaira, akiknek személyére e karhatalom rábízatik.
13. A karhatalom és a közigazgatás költségeinek fedezésére nélkülözhetetlenül szükséges mindenkinek közös hozzájárulása; s e hozzájárulást, kinek-kinek képessége szerint, a polgárok összessége közt egyenlően kell elosztani.
14. A polgároknak saját személyükben vagy képviselők útján joguk van e közös hozzájárulás szükségszerűségét megállapítani s azt szabadon megszavazni, valamint felhasználását nyomon követni, s meghatározni mennyiségét, alapját, elosztását, behajtását és időtartamát.
15. A társadalomnak joga van a közigazgatás minden tisztviselőjét számadásra vonni.
16. Az olyan társadalomnak, amelyből e jogok biztosítékai hiányoznak, s ahol a törvényhozó és a végrehajtó hatalom szétválasztását nem hajtották végre, semmiféle alkotmánya nincs.
17. Tulajdonától – lévén a tulajdonjog szent és sérthetetlen – senki meg nem fosztható, legfeljebb csakis oly esetekben, amikor ezt a közösség érdekéből fakadó nyilvánvaló és törvényes úton megállapított szükségesség követeli meg – ám ekkor is csak igazságos és előzetes kártalanítás fejében.

## A nyilatkozat lényege
A nyilatkozat alapelvei a társadalom sokkal radikálisabb átszervezésének gyökereit tartalmazták annál, mint ami addig történt. Csupán hat héttel a Bastille ostromát követően és három héttel a feudalizmus eltörlése után, a nyilatkozat népszuverenitást és esélyegyenlőséget hirdetett:
3. „Minden szuverenitás elve természeténél fogva a nemzetben lakozik; sem testület, sem egyén nem gyakorolhat hatalmat, ha (az) nem határozottan tőle ered.”
Ez eltér a forradalom előtti helyzettől, ahol a királyság politikai forrásjoga a királyok isten adta jogának elvéből származott.
6. „… A törvény egyformán törvény mindenki számára, akár védelmez, akár büntet; és mivelhogy a törvény előtt minden polgár egyenlő, tehát minden polgár egyformán alkalmazható minden közhivatalra, állásra és méltóságra, erényeik és képességeik különbözőségén kívül egyéb különbséget nem ismerve.”
Ez szintén eltér a forradalom előtti helyzettől, ahol a francia társadalom rendekre volt felosztva: papságra, nemességre valamint a népesség többi részét kitevő harmadik rendre, és ahol az első két rendnek külön jogai voltak. Különösen szembenáll a született nemesség elvével és más születési alapú osztályba tagozódással, illetve az így járó jogokkal. E pont megfogalmazója érdekes módon Talleyrand, az arisztokrata származású püspök volt.
Minden polgár természetes és elévülhetetlen joga „a szabadság, a tulajdon, a biztonság és az elnyomással szemben való ellenállás”. A nyilatkozat megállapítja, hogy a jogokra való igény abból a tényből származik, hogy „Az egyes ember természetes jogainak gyakorlása más korlátokba nem ütközhetik, mint azokba, amelyek a társadalom többi tagjai számára ugyanezen jogok élvezetét biztosítják”. Ennélfogva a jogokat a nyilatkozat az „közakarat kifejezéseként” kezeli, így hirdet jogegyenlőséget és „csak a társadalomra nézve ártalmas cselekedeteket” tiltja.
A nyilatkozat szólásszabadságot és a sajtószabadságot biztosít és némileg csekélyebb biztosítékot ad a vallásszabadságra: „feltéve, hogy … e nézetek megnyilvánulása a törvényes rendet nem sérti”.
A nyilatkozat Az Amerikai Egyesült Államok alkotmányához (United States Constitution, 1787) és az Amerikai Jogok Törvényéhez (United States Bill of Rights, 1789) hasonlóan több különböző intézkedést helyez kilátásba. Az amerikai alkotmányhoz hasonlóan megemlíti a karhatalom szükségességét és a közigazgatás fenntartásához szükséges adózás alapelveit, amiben az egyenlőség elve kitüntetett szerepet kap (lényeges különbség a forradalom előtti időkhöz képest, amikor az egyház és a nemesség mentes volt a legtöbb adónem alól). Szintén meghatározza a nyilvánosság előtti felelősség fogalmát.
A nyilatkozat tiltja az ex post facto büntetőjog alkalmazását és a gyanúsítottal szembeni indokolatlan durvaságot, ugyanakkor az ártatlanság vélelmét hirdeti. A forradalom előtti Franciaországban, miután az illetékes hatóságok vád alá helyezték, technikailag azonnal bűnösként kezelték az embert, a parlament névre hallgató királyi törvényszékek pedig kínzásnak vethették alá, hogy vallomást csikarjanak ki belőle, és a védelemnek nagyon kevés joga volt, tehát az ítéletig az emberek nagyon komoly kockázatnak voltak kitéve, ha meggyanúsították őket.
A nyilatkozat a tulajdonhoz fűződő jogot hirdeti, egyúttal fenntartja a köztulajdon jogát is:
17. „Tulajdonától – lévén a tulajdonjog szent és sérthetetlen – senki meg nem fosztható, legfeljebb csakis oly esetekben, amikor ezt a közösség érdekéből fakadó nyilvánvaló és törvényes úton megállapított szükségesség követeli meg – ám ekkor is csak igazságos és előzetes kártalanítás fejében.”
Megállapítható, hogy a nyilatkozatot meglehetősen széles individualizmus inspirálta. Következésképpen sem a gyülekezés szabadsága, sem az egyesülés szabadsága, sem pedig a sztrájkhoz való jog nem szerepel a szövegben. Ugyanakkor Franciaország Negyedik Köztársaságának köszönhetően ezek az elvek alkotmányos erővel bírnak.

## Mai hatásai
Franciaország Ötödik Köztársaságának 1958. október 4-én elfogadott alkotmánya, egészen pontosan annak bevezetője és a jelenlegi alkotmány szerint a nyilatkozat alapelvei alkotmányos erővel bírnak. Számos törvényt és rendelkezést megsemmisítettek, mert a Francia Alkotmánybíróság vagy a Conseil d'État (Államtanács) szerint nem egyezett ezekkel az elvekkel.
Az 1789-es nyilatkozat több elve is a nyilatkozaton túlmutató jelentőséggel bír:
- Az adótörvények alkotása és alkalmazása során, ha a polgárok között jogtalan különbségek állnak elő, azokat újra kell alkotni.
- Egyes népcsoportok pozitív diszkriminációjára vonatkozó törekvéseket arra hivatkozással utasítottak el, hogy sértik az egyenlőség elvét, mert az embereknek egy csoportja számára születési alapon nagyobb jogokat biztosítottak volna.